# Gran Premio de Checoslovaquia de Motociclismo de 1987
El Gran Premio de Checoslovaquia de Motociclismo de 1987 fue la undécima prueba de la temporada 1987 del Campeonato Mundial de Motociclismo. El Gran Premio se disputó el 23 de agosto de 1987 en el Circuito de Brno.

## Resultados 500cc
El duelo entre  el australiano Wayne Gardner y el estadounidense Freddie Spencer no se dio en esta ocasión. El australiano se acercó cada vez más al título mundial al conseguir el sexto triunfo de la temporada. Eddie Lawson y el japonés Tadahiko Taira completaron el podio.
| Pos.     | Piloto                                                                                            | Equipo                         | Moto   | Tiempo     | Pts. |
| -------- | ------------------------------------------------------------------------------------------------- | ------------------------------ | ------ | ---------- | ---- |
| 1        | Wayne Gardner                                                                                     | Rothmans Honda Team            | Honda  | 51'52.170  | 15   |
| 2        | Eddie Lawson                                                                                      | Marlboro Yamaha Team Agostini  | Yamaha | +1.870     | 12   |
| 3        | Tadahiko Taira                                                                                    | Marlboro Yamaha Team Agostini  | Yamaha | +17.050    | 10   |
| 4        | Randy Mamola                                                                                      | Team Lucky Strike Roberts      | Yamaha | +19.060    | 8    |
| 5        | Niall Mackenzie                                                                                   | Team HRC                       | Honda  | +30.320    | 6    |
| 6        | Shunji Yatsushiro                                                                                 | Rothmans Honda Team            | Honda  | +40.890    | 5    |
| 7        | Christian Sarron                                                                                  | Sonauto Gauloises Jack Germain | Yamaha | +41.160    | 4    |
| 8        | Rob McElnea                                                                                       | Marlboro Yamaha Team Agostini  | Yamaha | +44.270    | 3    |
| 9        | Pierfrancesco Chili                                                                               | HB Honda Gallina Team          | Honda  | +44.520    | 2    |
| 10       | Roger Burnett                                                                                     | Rothmans Honda Team            | Honda  | +52.930    | 1    |
| 11       | Freddie Spencer                                                                                   | Team HRC                       | Honda  | +1'05.630  |      |
| 12       | Didier de Radiguès                                                                                | Cagiva-Bastos-Alstare          | Cagiva | +1'07.450  |      |
| 13       | Richard Scott                                                                                     | Team Lucky Strike Roberts      | Yamaha | +1'22.580  |      |
| 14       | Ron Haslam                                                                                        | Team ROC Elf Honda             | Honda  | +1'59.930  |      |
| 15       | Massimo Broccoli                                                                                  |                                | Honda  | +2'01.610  |      |
| 16       | Fabio Barchitta                                                                                   |                                | Honda  | +2'02.560  |      |
| 17       | Simon Buckmaster                                                                                  |                                | Honda  | +1 Vuelta  |      |
| 18       | Gerold Fischer                                                                                    |                                | Honda  | +1 Vuelta  |      |
| 19       | Rudolf Zeller                                                                                     |                                | Honda  | +1 Vuelta  |      |
| 20       | Josef Doppler                                                                                     |                                | Honda  | +1 Vuelta  |      |
| 21       | Claus Wulff                                                                                       |                                | Suzuki | +2 Vueltas |      |
| 22       | Vincenzo Cascino                                                                                  |                                | Suzuki | +2 Vueltas |      |
| 23       | Pavel Dekanek                                                                                     |                                | Suzuki | +2 Vueltas |      |
| 24       | [[Archivo:{{{bandera alias-1952}}}\|20x20px\|border\|Bandera de Venezuela]] Larry Moreno Vacondio |                                | Suzuki | +2 Vueltas |      |
| 25       | Dietmar Marehardt                                                                                 |                                | Honda  | +3 Vueltas |      |
| Ret      | Marco Gentile                                                                                     | Fior                           | Fior   | Ret        |      |
| Ret      | Alessandro Valesi                                                                                 |                                | Honda  | Ret        |      |
| Ret      | Ray Swann                                                                                         |                                | Honda  | Ret        |      |
| Ret      | Kenny Irons                                                                                       | Heron Suzuki GB                | Suzuki | Ret        |      |
| Ret      | Karl Truchsess                                                                                    |                                | Honda  | Ret        |      |
| Ret      | Bruno Kneubühler                                                                                  |                                | Honda  | Ret        |      |
| Ret      | Fabio Biliotti                                                                                    |                                | Honda  | Ret        |      |
| Ret      | Raymond Roche                                                                                     | Cagiva-Bastos-Alstare          | Cagiva | Ret        |      |
| Ret      | Silvo Habat                                                                                       |                                | Honda  | Ret        |      |
| Ret      | Wolfgang von Muralt                                                                               |                                | Suzuki | Ret        |      |
| Ret      | Imrich Majoros                                                                                    |                                | Suzuki | Ret        |      |
| Ret      | Harry Heutmekers                                                                                  |                                | Suzuki | Ret        |      |
| Ret      | Marian Troliga                                                                                    |                                | Suzuki | Ret        |      |
| Ret      | Petr Hlavatka                                                                                     |                                | Honda  | Ret        |      |
| Ret      | Gerhard Vogt                                                                                      |                                | Suzuki | Ret        |      |
| DNQ      | Imrich Majoros                                                                                    |                                | Suzuki | DNQ        |      |
| DNQ      | Harry Heutmekers                                                                                  |                                | Suzuki | DNQ        |      |
| DNQ      | Marian Troliga                                                                                    |                                | Suzuki | DNQ        |      |
| DNQ      | Petr Hlavatka                                                                                     |                                | Honda  | DNQ        |      |
| DNQ      | Gerhard Vogt                                                                                      |                                | Suzuki | DNQ        |      |
| Sources: |                                                                                                   |                                |        |            |      |

## Resultados 250cc
La carreta de 250 cc no tuvo la intensidad y emoción de grandes premios anteriores, por la clara superioridad mostrada por el alemán [[Anton
Mang]], quien se colocó en cabeza en la tercera vuelta y ya no abandonó casi nunca el liderato. El francés Dominique Sarron y el español Carlos Cardús fueron segundo y tercero respectivamente.
| Pos. | Piloto                 | Moto       | Tiempo    | Pts. |
| ---- | ---------------------- | ---------- | --------- | ---- |
| 1    | Anton Mang             | Honda      | 47.09.56  | 15   |
| 2    | Dominique Sarron       | Honda      | 47.12.99  | 12   |
| 3    | Carlos Cardús          | Honda      | 47.13.26  | 10   |
| 4    | Sito Pons              | Honda      | 47.13.54  | 8    |
| 5    | Luca Cadalora          | Yamaha     | 47.13.89  | 6    |
| 6    | Urs Luzi               | Honda      | 47.19.24  | 5    |
| 7    | Patrick Igoa           | Yamaha     | 47.27.32  | 4    |
| 8    | Ivan Palazzese         | Yamaha     | 47.32.55  | 3    |
| 9    | Juan Garriga           | Yamaha     | 47.47.63  | 2    |
| 10   | Reinhold Roth          | Honda      | 47.50.20  | 1    |
| 11   | Donnie McLeod          | EMC        | 47.53.51  |      |
| 12   | Maurizio Vitali        | Garelli    | 48.02.42  |      |
| 13   | Jean-Michel Mattioli   | Yamaha     | 48.02.81  |      |
| 14   | Stéphane Mertens       | Honda      | 48.06.42  |      |
| 15   | Hans Lindner           | Honda      | 48.06.71  |      |
| 16   | Javier Cardelús        | Cobas      | 48.07.57  |      |
| 17   | Bernard Haenggeli      | Yamaha     | 48.10.49  |      |
| 18   | René Delaby            | Yamaha     | 48.11.94  |      |
| 19   | Harald Eckl            | Honda      | 48.25.62  |      |
| 20   | Garry Cowan            | Honda      | 48.26.09  |      |
| 21   | Guy Bertin             | Honda      | 48.39.28  |      |
| 22   | Massimo Matteoni       | Honda      | 48.39.58  |      |
| 23   | Bruno Bonhuil          | Honda      | 48.43.46  |      |
| 24   | Stefan Klabacher       | Rotax      | 49.11.28  |      |
| 25   | Englebert Neumair      | Rotax      | 49.16.54  |      |
| 26   | Kevin Mitchell         | Yamaha     | 2 Vueltas |      |
| Ret  | Andreas Preining       | Rotax      | Ret       |      |
| Ret  | Martin Wimmer          | Yamaha     | Ret       |      |
| Ret  | Loris Reggiani         | Aprilia    | Ret       |      |
| Ret  | Manfred Herweh         | Honda      | Ret       |      |
| Ret  | Jean-François Baldé    | Honda      | Ret       |      |
| Ret  | Jean-Philippe Ruggia   | Yamaha     | Ret       |      |
| Ret  | Alain Bronec           | Honda      | Ret       |      |
| Ret  | Thomas Bacher          | Rotax      | Ret       |      |
| Ret  | Josef Hutter           | Honda      | Ret       |      |
| Ret  | Christian Boudinot     | Fior       | Ret       |      |
| DNS  | Carlos Lavado          | Yamaha     | DNS       |      |
| DNQ  | Nedy Crotta            | Armstrong  | DNQ       |      |
| DNQ  | Alberto Rota           | Honda      | DNQ       |      |
| DNQ  | Gilberto Gambelli      | Yamaha     | DNQ       |      |
| DNQ  | Siegfried Minich       | Honda      | DNQ       |      |
| DNQ  | Takayoshi Yamamoto     | Yamaha     | DNQ       |      |
| DNQ  | Jean Foray             | Chevallier | DNQ       |      |
| DNQ  | Hervé Duffard          | Honda      | DNQ       |      |
| DNQ  | Jean-Louis Guignabodet | Honda      | DNQ       |      |
| DNQ  | Rüdi Gächter           | Yamaha     | DNQ       |      |
| DNQ  | Jan Bartunek           | Yamaha     | DNQ       |      |
| DNQ  | Heinz Simantke         | Rotax      | DNQ       |      |
| DNQ  | Dario Marchetti        | Yamaha     | DNQ       |      |
| DNQ  | Imrich Majoros         | Yamaha     | DNQ       |      |
| DNQ  | Marian Srna            | Yamaha     | DNQ       |      |
| DNQ  | G. Chrounopoulos       | Yamaha     | DNQ       |      |

## Resultados 125cc
El italiano Fausto Gresini se convierte en el nuevo campeón del Mundo de 125cc al ganar la novena carrera esta temporada. El italiano Bruno Casanova y el español pese a llevar una fuerte contusión en el pie derecho, tras su caída del día anterior.
| Pos. | Piloto                       | Moto     | Tiempo   | Pts. |
| ---- | ---------------------------- | -------- | -------- | ---- |
| 1    | Fausto Gresini               | Garelli  | 41.57.22 | 15   |
| 2    | Bruno Casanova               | Garelli  | 42.09.28 | 12   |
| 3    | Andrés Sánchez               | Ducados  | 42.43.04 | 10   |
| 4    | Ezio Gianola                 | Honda    | 42.52.59 | 8    |
| 5    | Lucio Pietroniro             | MBA      | 42.52.93 | 6    |
| 6    | Iván Troisi                  | MBA      | 42.53.20 | 5    |
| 7    | Claudio Macciotta            | MBA      | 43.05.36 | 4    |
| 8    | Esa Kytölä                   | MBA      | 43.06.77 | 3    |
| 9    | Bady Hassaine                | MBA      | 43.17.78 | 2    |
| 10   | Thierry Feuz                 | MBA      | 43.25.96 | 1    |
| 11   | Håkan Olsson                 | Starol   | 43.39.22 |      |
| 12   | Norbert Peschke              | Seel     | 43.41.31 |      |
| 13   | Jean-Claude Selini           | MBA      | 43.41.64 |      |
| 14   | Marco Cipriani               | MBA      | 43.57.20 |      |
| 15   | Jacques Hutteau              | MBA      | 43.57.45 |      |
| 16   | Robin Milton                 | MBA      | 44.01.34 |      |
| 17   | Robin Appleyard              | MBA      | 44.06.06 |      |
| 18   | Karl Dauer                   | MBA      | 44.06.27 |      |
| 19   | Alfred Gangelberger          | MBA      | 1 Vuelta |      |
| 20   | Taru Rinne                   | MBA      | 1 Vuelta |      |
| 21   | Thomas Møller-Pedersen       | MBA      | 1 Vuelta |      |
| Ret  | Pier Paolo Bianchi           | MBA      | Ret      |      |
| Ret  | Christian Le Badezet         | MBA      | Ret      |      |
| Ret  | Domenico Brigaglia           | Moto AGV | Ret      |      |
| Ret  | August Auinger               | MBA      | Ret      |      |
| Ret  | Peter Sommer                 | MBA      | Ret      |      |
| Ret  | Gastone Grassetti            | MBA      | Ret      |      |
| Ret  | Hubert Abold                 | Honda    | Ret      |      |
| Ret  | Mike Leitner                 | MBA      | Ret      |      |
| Ret  | Johnny Wickström             | Tunturi  | Ret      |      |
| Ret  | Olivier Liégeois             | Assmex   | Ret      |      |
| Ret  | Willy Pérez                  | Zanella  | Ret      |      |
| Ret  | Allan Scott                  | EMC      | Ret      |      |
| Ret  | Peter Baláž                  | MBA      | Ret      |      |
| Ret  | Adi Stadler                  | MBA      | Ret      |      |
| DNS  | Corrado Catalano             | MBA      | DNS      |      |
| DNQ  | Paul Bordes                  | MBA      | DNQ      |      |
| DNQ  | Fernando González de Nicolás | JJ Cobas | DNQ      |      |
| DNQ  | Alexander Eschig             | MBA      | DNQ      |      |
| DNQ  | Wilco Zeelenberg             | Casal    | DNQ      |      |
| DNQ  | Wolfgang Glawaty             | MBA      | DNQ      |      |
| DNQ  | Jiri Safránek                | MBA      | DNQ      |      |
| DNQ  | Bogdan Nikolov               | MBA      | DNQ      |      |
| DNQ  | Ladislav Polák               | MBA      | DNQ      |      |

## Resultados 80cc
Duelo entre el suizo Stefan Dörflinger y el español Jorge Martínez Aspar que se determinó en la tercera vuelta con un rifirrafe entre los dos pilotos que dio ventaja a Dorflinger. Aspar sigue liderando la clasificación general.
| Pos. | Piloto               | Moto     | Tiempo   | Pts. |
| ---- | -------------------- | -------- | -------- | ---- |
| 1    | Stefan Dörflinger    | Krauser  | 34.14.23 | 15   |
| 2    | Jorge Martínez Aspar | Derbi    | 34.23.59 | 12   |
| 3    | Gerhard Waibel       | Krauser  | 34.38.83 | 10   |
| 4    | Manuel Herreros      | Derbi    | 34.39.07 | 8    |
| 5    | Jörg Seel            | Seel     | 34.40.91 | 6    |
| 6    | Luis Miguel Reyes    | Autisa   | 35.10.37 | 5    |
| 7    | Josef Fischer        | Krauser  | 35.10.68 | 4    |
| 8    | Juan Ramón Bolart    | Krauser  | 35.11.20 | 3    |
| 9    | Theo Timmer          | Casal    | 35.12.47 | 2    |
| 10   | Günter Schirnhofer   | Krauser  | 35.14.63 | 1    |
| 11   | Ian McConnachie      | Krauser  | 35.23.02 |      |
| 12   | Hans Spaan           | Casal    | 35.40.72 |      |
| 13   | Serge Julin          | Casal    | 35.45.20 |      |
| 14   | Chris Baert          | Seel     | 35.48.13 |      |
| 15   | Michael Gschwander   | Seel     | 35.50.20 |      |
| 16   | Heinz Paschen        | Casal    | 36.03.68 |      |
| 17   | Jos van Dongen       | Krauser  | 36.04.02 |      |
| 18   | Mario Stocco         | Faccioli | 36.04.07 |      |
| 19   | Wilco Zeelenberg     | Casal    | 36.11.64 |      |
| 20   | Thomas Engl          | Deizisau | 36.42.91 |      |
| 21   | Stefan Brägger       | Casal    | 36.48.29 |      |
| 22   | Paul Bordes          | RB       | 1 Vuelta |      |
| Ret  | Kees Besseling       | Special  | Ret      |      |
| Ret  | Alex Barros          | Arbizu   | Ret      |      |
| Ret  | Reiner Koster        | Kroko    | Ret      |      |
| Ret  | Herri Torrontegui    | JJ Cobas | Ret      |      |
| Ret  | Rainer Kunz          | Kroko    | Ret      |      |
| Ret  | Felix Rodríguez      | JJ Cobas | Ret      |      |
| Ret  | Ralf Waldmann        | ERK      | Ret      |      |
| Ret  | Juhasz Karoly        | Krauser  | Ret      |      |
| Ret  | Raimo Lipponen       | Krauser  | Ret      |      |
| Ret  | Peter Öttl           | Krauser  | Ret      |      |
| Ret  | René Dünki           | Krauser  | Ret      |      |
| Ret  | Richard Bay          | Ziegler  | Ret      |      |
| Ret  | Paolo Priori         | Krauser  | Ret      |      |
| Ret  | Hubert Abold         | Krauser  | Ret      |      |
| DNS  | Bogdan Nikolov       | Krauser  | DNS      |      |
| DNQ  | Otto Krmiček         | Casal    | DNQ      |      |
| DNQ  | Stuart Edwards       | Casal    | DNQ      |      |
| DNQ  | Eduard Klimek        | RB       | DNQ      |      |
| DNQ  | Nicola Casadei       | DNQ      |          |      |
| DNQ  | Zbyněk Havrda        | Casal    | DNQ      |      |
| DNQ  | Kvetoslav Samák      | Casal    | DNQ      |      |